# Список епізодів телесеріалу «Доктор Хаус»
Список та короткий опис епізодів американського телесеріалу «Доктор Хаус».
Серіал виходить на екрани з 16 листопада 2004 року. Наразі показано всі 8 сезонів.

## Опис сезонів
| Сезон | Сезон | Кількість епізодів | Прем'єра першого епізоду | Прем'єра останнього епізоду | Дата виходу DVD | Дата виходу DVD   | Дата виходу DVD   | Рейтинг в США                        |
| Сезон | Сезон | Кількість епізодів | Прем'єра першого епізоду | Прем'єра останнього епізоду | Регіон 1        | Регіон 2          | Регіон 4          | Рейтинг в США                        |
| ----- | ----- | ------------------ | ------------------------ | --------------------------- | --------------- | ----------------- | ----------------- | ------------------------------------ |
|       | 1     | 22                 | 16 листопада 2004        | 24 травня 2005              | 30 серпня 2005  | 27 лютого 2005    | 28 листопада 2005 | 13,3 мільйона глядачів (24-е місце)  |
|       | 2     | 24                 | 13 вересня 2005          | 23 травня 2006              | 22 серпня 2006  | 23 жовтня 2006    | 23 жовтня 2006    | 17,3 мільйона глядачів (10-е місце)  |
|       | 3     | 24                 | 5 вересня 2006           | 29 травня 2007              | 21 серпня 2007  | 19 листопада 2007 | 19 вересня 2007   | 19,4 мільйона глядачів (7-е місце)   |
|       | 4     | 16                 | 25 вересня 2007          | 19 травня 2008              | 19 серпня 2008  | 27 жовтня 2008    | 20 серпня 2008    | 17,6 мільйона глядачів (7-е місце)   |
|       | 5     | 24                 | 16 вересня 2008          | 11 травня 2009              | 25 серпня 2009  | 9 листопада 2009  | 30 вересня 2009   | 13,45 мільйона глядачів (16-е місце) |
|       | 6     | 22                 | 21 вересня 2009          | 17 травня 2010              | 31 серпня 2010  | 27 вересня 2010   | 19 серпня 2010    | 12,67 мільйона глядачів (21-е місце) |
|       | 7     | 23                 | 20 вересня 2010          | 23 травня 2011              | 30 серпня 2011  | 26 вересня 2011   | 30 серпня 2011    | 10,3 мільйона глядачів (42-е місце)  |
|       | 8     | 22                 | 3 жовтня 2011            | 21 травня 2012              | TBA             | TBA               | TBA               | 8,69 мільйона глядачів (58-е місце)  |

### Сезон 1 (2004–2005)
| №         | Назва                                                              | Режисер(и)           | Сценарист (и)                    | Вийшла в США      | Перегляд американцями (у мільйонах) | Рейтинг |
| --------- | ------------------------------------------------------------------ | -------------------- | -------------------------------- | ----------------- | ----------------------------------- | ------- |
| 1 (1-01)  | «Пілотний епізод (Доктор Хаус)/Всі брешуть» «Pilot/Everybody Lies» | Браян Сінгер         | Девід Шор                        | 16 листопада 2004 | 7,05                                | 62      |
| 2 (1-02)  | «Батьківство» «Paternity»                                          | Пітер О'Фаллон       | Лауренс Кеплоу                   | 23 листопада 2004 | 6,09                                | 68      |
| 3 (1-03)  | «Бритва Оккама» «Occam's Razor»                                    | Браян Сінгер         | Девід Шор                        | 30 листопада 2004 | 6,33                                | 67      |
| 4 (1-04)  | «Материнство» «Maternity»                                          | Нейтон Томас Сігел   | Пітер Блек                       | 7 грудня 2004     | 6,74                                | 61      |
| 5 (1-05)  | «Будь ти проклятий, якщо зробиш це» «Damned If You Do»             | Грег Яітанес         | Сара Б. Купер                    | 14 грудня 2004    | 6,91                                | 56      |
| 6 (1-06)  | «Метод Сократа» «The Socratic Method»                              | Пітер Медак          | Джон Манкієвскі                  | 21 грудня 2004    | 6,73                                | 50      |
| 7 (1-07)  | «Чесність» «Fidelity»                                              | Драян Спайсер        | Томас Л. Моран                   | 28 грудня 2004    | 6,91                                | 53      |
| 8 (1-08)  | «Отрута» «Poison»                                                  | Гай Ферланд          | Мет Віттен                       | 25 січня 2005     | 12,37                               | 25      |
| 9 (1-09)  | «Відмова від реанімації» «DNR»                                     | Фредерік Кінг Келлер | Девід Фостер                     | 1 лютого 2005     | 12,75                               | 14      |
| 10 (1-10) | «Історії» «Histories»                                              | Ден Аттіас           | Джоель Томсон                    | 8 лютого 2005     | 14,97                               | 15      |
| 11 (1-11) | «Детоксикація» «Detox»                                             | Нельсон МакКормік    | Лауренс Кеплоу і Томас Л. Моран  | 15 лютого 2005    | 14,22                               | 17      |
| 12 (1-12) | «Спортивна медицина» «Sports Medicine»                             | Кейз Гордон          | Джон Манкієвскі і Девід Шор      | 22 лютого 2005    | 15,53                               | 13      |
| 13 (1-13) | «Проклятий» «Cursed»                                               | Даніель Сакгейм      | Мет Віттен і Пітер Блек          | 1 березня 2005    | 15,53                               | 12      |
| 14 (1-14) | «Контроль» «Control»                                               | Ренді Зік            | Лауренс Кеплоу                   | 15 березня 2005   | 17,33                               | 4       |
| 15 (1-15) | «Закони мафії» «Mob Rules»                                         | Тім Хантер           | Девід Фостер і Джон Манкієвскі   | 22 березня 2005   | 17,34                               | 7       |
| 16 (1-16) | «Тяжко» «Heavy»                                                    | Фред Гербер          | Томас Л. Моран                   | 29 березня 2005   | 18,28                               | 7       |
| 17 (1-17) | «Зразок для наслідування» «Role Model»                             | Пітер О'Фаллон       | Мет Віттен                       | 12 квітня 2005    | 15,04                               | 11      |
| 18 (1-18) | «Діти та вода у ванні» «Babies & Bathwater»                        | Білл Джонсон         | Пітер Блек і Девід Шор           | 19 квітня 2005    | 17,48                               | 8       |
| 19 (1-19) | «Дітки» «Kids»                                                     | Деран Сараф'ян       | Томас Л. Моран і Лауренс Кеплоу  | 3 травня 2005     | 17,14                               | 12      |
| 20 (1-20) | «Кохання зле» «Love Hurts»                                         | Драян Спайсер        | Сара Б. Купер                    | 10 травня 2005    | 18,80                               | 10      |
| 21 (1-21) | «Три історії» «Three Stories»                                      | Періс Барклей        | Девід Шор                        | 17 травня 2005    | 17,68                               | 14      |
| 22 (1-22) | «Медовий місяць» «Honeymoon»                                       | Фредерік Кінг Келлер | Лауренс Кеплоу і Джон Манкієвскі | 24 травня 2005    | 19,52                               | 5       |

### Сезон 2 (2005–2006)
| №         | Назва                                              | Режисер(и)        | Сценарист (и)                          | Вийшла в США      | Перегляд американцями (у мільйонах) | Рейтинг |
| --------- | -------------------------------------------------- | ----------------- | -------------------------------------- | ----------------- | ----------------------------------- | ------- |
| 23 (2-01) | «Визнання» «Acceptance»                            | Ден Аттіас        | Рассел Френд і Гарет Лернер            | 13 вересня 2005   | 15.91                               | 4       |
| 24 (2-02) | «Автопсія» «Autopsy»                               | Деран Сереф'ян    | Лауренс Кеплоу                         | 20 вересня 2005   | 13.64                               | 19      |
| 25 (2-03) | «Дурниця» «Humpty Dumpty»                          | Ден Аттіас        | Мет Віттен                             | 27 вересня 2005   | 13.37                               | 17      |
| 26 (2-04) | «Туберкульоз чи не туберкульоз?» «TB or Not TB»    | Пітер О'Фаллон    | Девід Фостер                           | 1 листопада 2005  | 12,18                               | 23      |
| 27 (2-05) | «Татусів хлопчик» «Daddy's Boy»                    | Грег Яітанес      | Томас Л. Моран                         | 8 листопада 2005  | 14,15                               | 19      |
| 28 (2-06) | «Крутий поворот» «Spin»                            | Фред Гербер       | Сара Гесс                              | 15 листопада 2005 | 12,95                               | 18      |
| 29 (2-07) | «Полювання» «Hunting»                              | Глорія Музайо     | Ліз Фредман                            | 22 листопада 2005 | 14,72                               | 15      |
| 30 (2-08) | «Помилка» «The Mistake»                            | Девід Семел       | Пітер Блек                             | 29 листопада 2005 | 14,91                               | 19      |
| 31 (2-09) | «Обман» «Deception»                                | Деран Сараф'ян    | Майкл Р. Перрі                         | 13 грудня 2005    | 14,52                               | 7       |
| 32 (2-10) | «Відмова від спілкування» «Failure to Communicate» | Джейс Александер  | Доріс Еган                             | 10 січня 2006     | 14,83                               | 15      |
| 33 (2-11) | «Необхідно знати» «Need to Know»                   | Девід Семел       | Памела Девіс                           | 7 лютого 2006     | 12,24                               | 8       |
| 34 (2-12) | «Відволікаючий подразник» «Distractions»           | Ден Аттіас        | Лауренс Кеплоу                         | 14 лютого 2006    | 19,20                               | 10      |
| 35 (2-13) | «Зовнішність оманлива» «Skin Deep»                 | Джим Хеймен       | Рассел Френд, Гарет Лернер і Девід Шор | 20 лютого 2006    | 14,18                               | 17      |
| 36 (2-14) | «Секс убиває» «Sex Kills»                          | Девід Семел       | Мет Віттен                             | 7 березня 2006    | 20,56                               | 7       |
| 37 (2-15) | «Неуцтво» «Clueless»                               | Деран Сараф'ян    | Томас Л. Моран                         | 28 березня 2006   | 21,44                               | 6       |
| 38 (2-16) | «Безпека» «Safe»                                   | Фелікс Алкала     | Пітер Блек                             | 4 квітня 2006     | 22,71                               | 4       |
| 39 (2-17) | «Ва-банк» «All In»                                 | Фред Гербер       | Девід Фостер                           | 11 квітня 2006    | 21,20                               | 4       |
| 40 (2-18) | «Брехня сплячої собаки» «Sleeping Dogs Lie»        | Грег Яітанес      | Сара Гесс                              | 18 квітня 2006    | 22,64                               | 3       |
| 41 (2-19) | «Хаус проти Бога» «House vs. God»                  | Джон Ф. Шолволтер | Доріс Еган                             | 25 квітня 2006    | 24,52                               | 4       |
| 42 (2-20) | «Ейфорія, частина 1» «Euphoria, Part 1»            | Деран Сараф'ян    | Метт'ю Л. Левіс                        | 2 травня 2006     | 22,71                               | 4       |
| 43 (2-21) | «Ейфорія, частина 2» «Euphoria, Part 2»            | Деран Сараф'ян    | Рассел Френд, Гарет Лернер і Девід Шор | 3 травня 2006     | 17,16                               | 9       |
| 44 (2-22) | «Навіки» «Forever»                                 | Даніель Сакгейм   | Ліз Фредман                            | 9 травня 2006     | 24,29                               | 4       |
| 45 (2-23) | «Хто твій татко?» «Who's Your Daddy?»              | Марта Мітчелл     | Джон Манкієвскі і Лауренс Кеплоу       | 16 травня 2006    | 22,38                               | 6       |
| 46 (2-24) | «Без причини» «No Reason»                          | Девід Шор         | Девід Шор                              | 23 травня 2006    | 25,47                               | 3       |

### Сезон 3 (2006–2007)
| №         | Назва                                             | Режисер(и)           | Сценарист (и)                                          | Вийшла в США      | Перегляд американцями (у мільйонах) | Рейтинг        |
| --------- | ------------------------------------------------- | -------------------- | ------------------------------------------------------ | ----------------- | ----------------------------------- | -------------- |
| 47 (3-01) | «Визнання» «Meaning»                              | Деран Сараф'ян       | Рассел Френд, Гарет Лернер, Лауренс Кеплоу і Девід Шор | 5 вересня 2006    | 19,55                               | 2              |
| 48 (3-02) | «Каїн і Авель» «Cane and Able»                    | Даніель Сакгейм      | Рассел Френд, Гарет Лернер, Лауренс Кеплоу і Девід Шор | 12 вересня 2006   | 15,74                               | 14             |
| 49 (3-03) | «Офіційна згода» «Informed Consent»               | Лаура Іннес          | Девід Фостер                                           | 19 вересня 2006   | 13,67                               | 21             |
| 50 (3-04) | «Лінії на піску» «Lines in the Sand»              | Нейтон Томас Сігел   | Девід Хоселтон                                         | 26 вересня 2006   | 14,52                               | 16             |
| 51 (3-05) | «Кохання всього його життя» «Fools for Love»      | Девід Плетт          | Пітер Блек                                             | 31 жовтня 2006    | 14,18                               | 18             |
| 52 (3-06) | «Будь, що буде» «Que Sera Sera»                   | Деран Сараф'ян       | Томас Л. Моран                                         | 7 листопада 2006  | 16,11                               | 13             |
| 53 (3-07) | «Син коматозника» «Son of Coma Guy»               | Ден Аттіас           | Доріс Еган                                             | 14 листопада 2006 | 14,60                               | 19             |
| 54 (3-08) | «З вогню та в полум'я» «Whac-A-Mole»              | Даніель Сакгейм      | Памела Девіс                                           | 21 листопада 2006 | 15,20                               | 11             |
| 55 (3-09) | «У пошуках Іуди» «Finding Judas»                  | Деран Сараф'ян       | Сара Гесс                                              | 28 листопада 2006 | 17,30                               | 5              |
| 56 (3-10) | «Крихітне веселе Різдво» «Merry Little Christmas» | Тону То              | Ліз Фредман                                            | 12 грудня 2006    | 11,77                               | 18             |
| 57 (3-11) | «Слова і справи» «Words and Deeds»                | Даніель Сакгейм      | Леонард Дік                                            | 9 січня 2007      | Буде оголошено                      | Буде оголошено |
| 58 (3-12) | «Один день, одна кімната» «One Day, One Room»     | Хуан Хосе Кампанелья | Девід Шор                                              | 30 січня 2007     | 27,34                               | 7              |
| 59 (3-13) | «Голка в копиці сіна» «Needle in a Haystack»      | Пітер О'Фаллон       | Девід Фостер                                           | 6 лютого 2007     | 24,88                               | 4              |
| 60 (3-14) | «Бездушність» «Insensitive»                       | Деран Сараф'ян       | Метт'ю Л. Л'юїс                                        | 13 лютого 2007    | 25,99                               | 3              |
| 61 (3-15) | «Недоумкуватий» «Half-Wit»                        | Кеті Якобс           | Лауренс Кеплоу                                         | 6 березня 2007    | 24,40                               | 4              |
| 62 (3-16) | «Абсолютно таємно» «Top Secret»                   | Деран Сараф'ян       | Томас Л. Моран                                         | 27 березня 2007   | 20,80                               | 4              |
| 63 (3-17) | «Положення плоду» «Fetal Position»                | Метт Шекмен          | Рассел Френд і Гарет Лернер                            | 3 квітня 2007     | 20,35                               | 4              |
| 64 (3-18) | «В повітрі» «Airborne»                            | Елоді Кейн           | Девід Хоселтон                                         | 10 квітня 2007    | 21,57                               | 4              |
| 65 (3-19) | «Поводься по-дорослому» «Act Your Age»            | Даніель Сакгейм      | Сара Гесс                                              | 17 квітня 2007    | 22,41                               | 3              |
| 66 (3-20) | «Навчання Хауса» «House Training»                 | Пол МакКрейн         | Доріс Еган                                             | 24 квітня 2007    | 20,81                               | 3              |
| 67 (3-21) | «Сім'я» «Family»                                  | Девід Страйтон       | Ліз Фредман                                            | 1 травня 2007     | 21,13                               | 4              |
| 68 (3-22) | «Звільнення» «Resignation»                        | Марта Мітчелл        | Памела Девіс                                           | 8 травня 2007     | 21,36                               | 3              |
| 69 (3-23) | «Шмаркач» «The Jerk»                              | Даніель Сакгейм      | Леонард Дік                                            | 15 травня 2007    | 21,19                               | 4              |
| 70 (3-24) | «Людська помилка» «Human Error»                   | Кеті Якобс           | Томас Л. Моран і Лауренс Кеплоу                        | 29 травня 2007    | 17,23                               | 1              |

### Сезон 4 (2007–2008)
| №         | Назва                                             | Режисер(и)           | Сценарист (и)                                                     | Вийшла в США      | Перегляд американцями (у мільйонах) | Рейтинг        |
| --------- | ------------------------------------------------- | -------------------- | ----------------------------------------------------------------- | ----------------- | ----------------------------------- | -------------- |
| 71 (4-01) | «Один» «Alone»                                    | Деран Сараф'ян       | Пітер Блек і Девід Шор                                            | 25 вересня 2007   | 14,52                               | 16             |
| 72 (4-02) | «Те, що треба» «The Right Stuff»                  | Деран Сараф'ян       | Доріс Еган і Леонард Дік                                          | 2 жовтня 2007     | 17,4                                | 6              |
| 73 (4-03) | «97 секунд» «97 Seconds»                          | Девід Плетт          | Рассел Френд і Гарет Лернер                                       | 9 жовтня 2007     | 18,03                               | 5              |
| 74 (4-04) | «Янгол-хранитель» «Guardian Angels»               | Деран Сараф'ян       | Девід Хоселтон                                                    | 23 жовтня 2007    | 18,10                               | 5              |
| 75 (4-05) | «Дзеркало, дзеркало» «Mirror Mirror»              | Девід Плетт          | Девід Фостер                                                      | 30 жовтня 2007    | 17,29                               | 7              |
| 76 (4-06) | «Готові на все» «Whatever It Takes»               | Хуан Хосе Кампанелья | Томас Л. Моран і Пітер Блек                                       | 6 листопада 2007  | 18,17                               | 6              |
| 77 (4-07) | «Страшний» «Ugly»                                 | Девід Страйтон       | Сін Вайтеселл                                                     | 13 листопада 2007 | 16,95                               | 6              |
| 78 (4-08) | «Краще тобі не знати» «You Don't Want to Know»    | Леслі Лінка Глеттер  | Сара Гесс                                                         | 20 листопада 2007 | 16,88                               | 6              |
| 79 (4-09) | «Ігри» «Games»                                    | Деран Сараф'ян       | Елі Етті                                                          | 27 листопада 2007 | 16,96                               | 7              |
| 80 (4-10) | «Прекрасна брехня» «It's a Wonderful Lie»         | Метт Шекмен          | Памела Девіс                                                      | 29 січня 2008     | 22,56                               | 6              |
| 81 (4-11) | «Заморожений» «Frozen»                            | Девід Страйтон       | Ліз Фредман                                                       | 5 лютого 2008     | 29,04                               | 3              |
| 82 (4-12) | «Ніколи не змінюйся» «Don't Ever Change»          | Деран Сараф'ян       | Доріс Еган і Леонард Дік                                          | 12 лютого 2008    | 23,15                               | 3              |
| 83 (4-13) | «Бувайте, приємний хлопче» «No More Mr. Nice Guy» | Деран Сараф'ян       | Девід Шор і Девід Хоселтон                                        | 28 квітня 2008    | 14,51                               | Буде оголошено |
| 84 (4-14) | «Утілюючи мрії» «Living the Dream»                | Девід Страйтон       | Сара Гесс і Ліз Фредман                                           | 5 травня 2008     | 13,26                               | Буде оголошено |
| 85 (4-15) | «Голова Хауса» «House's Head»                     | Грег Яітанес         | Доріс Еган, Пітер Блек, Девід Фостер, Рассел Френд і Гарет Лернер | 12 травня 2008    | 14,84                               | Буде оголошено |
| 86 (4-16) | «Серце Вілсона» «Wilson's Heart»                  | Кеті Якобс           | Доріс Еган, Пітер Блек, Девід Фостер, Рассел Френд і Гарет Лернер | 19 травня 2007    | 16,16                               | Буде оголошено |

### Сезон 5 (2008–2009)
| №          | Назва                                          | Режисер(и)           | Сценарист (и)                             | Вийшла в США      | Перегляд американцями (у мільйонах) | Рейтинг |
| ---------- | ---------------------------------------------- | -------------------- | ----------------------------------------- | ----------------- | ----------------------------------- | ------- |
| 87 (5-01)  | «Смерть змінює все» «Dying Changes Everything» | Деран Сараф'ян       | Елі Етті                                  | 16 вересня 2008   | 14,77                               | 2       |
| 88 (5-02)  | «Не рак» «Not Cancer»                          | Девід Страйтон       | Девід Шор і Лауренс Кеплоу                | 23 вересня 2008   | 12,37                               | 15      |
| 89 (5-03)  | «Ускладнення» «Adverse Events»                 | Ендрю Бернстеін      | Керол Грін і Дастін Паддок                | 30 вересня 2008   | 12,97                               | 13      |
| 90 (5-04)  | «Родові травми» «Birthmarks»                   | Девід Плетт          | Доріс Еган і Девід Фостер                 | 14 жовтня 2008    | 13,26                               | 10      |
| 91 (5-05)  | «Везуча Тринадцята» «Lucky Thirteen»           | Грег Яітанес         | Ліз Фредман і Сара Гесс                   | 21 жовтня 2008    | 13,08                               | 16      |
| 92 (5-06)  | «Джой» «Joy»                                   | Деран Сараф'ян       | Девід Хоселтон                            | 28 жовтня 2008    | 13,49                               | 13      |
| 93 (5-07)  | «Свербіння» «The Itch»                         | Грег Яітанес         | Пітер Блек                                | 11 листопада 2008 | 13,06                               | 14      |
| 94 (5-08)  | «Без опіки» «Emancipation»                     | Джим Хеймен          | Памела Девіс і Леонард Дік                | 18 листопада 2008 | 13,26                               | 13      |
| 95 (5-09)  | «Крайній крок» «Last Resort»                   | Кеті Якобс           | Метт'ю Л. Л'юїс і Елі Етті                | 25 листопада 2008 | 12,87                               | 11      |
| 96 (5-10)  | «Нехай їдять торт» «Let Them Eat Cake»         | Деран Сараф'ян       | Рассел Френд і Гарет Лернер               | 2 грудня 2008     | 12,51                               | 12      |
| 97 (5-11)  | «Радість світу» «Joy to the World»             | Девід Страйтон       | Пітер Блек                                | 9 грудня 2008     | 14,05                               | 7       |
| 98 (5-12)  | «Без болю» «Painless»                          | Ендрю Бернстеін      | Томас Л. Моран і Елі Етті                 | 19 січня 2009     | 15,02                               | 5       |
| 99 (5-13)  | «Велика дитина» «Big Baby»                     | Деран Сараф'ян       | Лауренс Кеплоу і Девід Фостер             | 26 січня 2009     | 15,69                               | 9       |
| 100 (5-14) | «Вище благо» «The Greater Good»                | Леслі Лінка Глеттер  | Сара Гесс                                 | 2 лютого 2009     | 14,87                               | 8       |
| 101 (5-15) | «Невіруючий» «Unfaithful»                      | Грег Яітанес         | Девід Хоселтон                            | 16 лютого 2009    | 14,19                               | 10      |
| 102 (5-16) | «Найкраща половина» «The Softer Side»          | Деран Сараф'ян       | Ліз Фредман                               | 23 лютого 2009    | 14,85                               | 6       |
| 103 (5-17) | «Соціальний контракт» «The Social Contract»    | Ендрю Бернстеін      | Доріс Еган                                | 9 березня 2009    | 12,38                               | 16      |
| 104 (5-18) | «Сюди, кицько!» «Here Kitty»                   | Хуан Хосе Кампанелья | Пітер Блек                                | 16 березня 2009   | 13,13                               | 12      |
| 105 (5-19) | «Замкнутий» «Locked In»                        | Ден Аттіас           | Рассел Френд, Гарет Лернер і Девід Фостер | 30 березня 2009   | 12,51                               | 15      |
| 106 (5-20) | «Просте пояснення» «Simple Explanation»        | Грег Яітанес         | Леонард Дік                               | 6 квітня 2009     | 13,29                               | 10      |
| 107 (5-21) | «Рятівники» «Saviors»                          | Метт'ю Пенн          | Елі Етті і Томас Л. Моран                 | 13 квітня 2009    | 12,19                               | 11      |
| 108 (5-22) | «Роздвоєння» «House Divided»                   | Грег Яітанес         | Ліз Фредман і Метт'ю Л. Л'юїс             | 27 квітня 2009    | 11,69                               | 18      |
| 109 (5-23) | «Під моєю шкірою» «Under My Skin»              | Девід Страйтон       | Лауренс Кеплоу і Памела Девіс             | 4 травня 2009     | 12,04                               | 14      |
| 110 (5-24) | «Обидві половинки разом» «Both Sides Now»      | Грег Яітанес         | Доріс Еган                                | 11 травня 2009    | 12,74                               | 16      |

### Сезон 6 (2009–2010)
| №             | Назва                                    | Режисер(и)           | Сценарист (и)                                        | Вийшла в США      | Перегляд американцями (у мільйонах) | Рейтинг        |
| ------------- | ---------------------------------------- | -------------------- | ---------------------------------------------------- | ----------------- | ----------------------------------- | -------------- |
| 111 (6-01&02) | «Зломлений» «Broken»                     | Кеті Якобс           | Рассел Френд, Гарет Лернер, Девід Фостер і Девід Шор | 21 вересня 2009   | 16,50                               | 1              |
| 113 (6-03)    | «Повний провал» «Epic Fail»              | Грег Яітанес         | Сара Гесс і Ліз Фрідман                              | 28 вересня 2009   | 14,44                               | 1              |
| 114 (6-04)    | «Тиран» «The Tyrant»                     | Девід Страйтон       | Пітер Блек                                           | 5 жовтня 2009     | 13,738                              | 10             |
| 115 (6-05)    | «Карма в дії» «Instant Karma»            | Грег Яітанес         | Томас Л. Моран                                       | 12 жовтня 2009    | 13,498                              | 13             |
| 116 (6-06)    | «Хоробре серце» «Brave Heart»            | Метт Шекмен          | Лауренс Кеплоу                                       | 19 жовтня 2009    | 11,651                              | 21             |
| 117 (6-07)    | «Відомі невідомості» «Known Unknowns»    | Грег Яітанес         | Метт'ю Л. Л'юїс і Доріс Еган                         | 9 листопада 2009  | 13,311                              | 16             |
| 118 (6-08)    | «Командна гра» «Teamwork»                | Девід Страйтон       | Елі Етті                                             | 16 листопада 2009 | 12,666                              | 18             |
| 119 (6-09)    | «Щастя в невіданні» «Ignorance Is Bliss» | Грег Яітанес         | Девід Хоселтон                                       | 23 листопада 2009 | 11,952                              | 17             |
| 120 (6-10)    | «Вілсон» «Wilson»                        | Леслі Лінка Глеттер  | Девід Фостер                                         | 30 листопада 2009 | 13,246                              | 6              |
| 121 (6-11)    | «Під прикриттям» «The Down Low»          | Нік Гомез            | Сара Гесс і Ліз Фрідман                              | 11 січня 2010     | 12,247                              | 18             |
| 122 (6-12)    | «Каяття» «Remorse»                       | Ендрю Бернстеін      | Пітер Блек                                           | 25 січня 2010     | 14,213                              | 6              |
| 123 (6-13)    | «На новий рубіж» «Moving the Chains»     | Девід Страйтон       | Рассел Френд і Гарет Лернер                          | 1 лютого 2010     | 13,378                              | 15             |
| 124 (6-14)    | «З п'ятої до дев'ятої» «5 to 9»          | Ендрю Бернстеін      | Томас Л. Моран                                       | 8 лютого 2010     | 13,599                              | 15             |
| 125 (6-15)    | «Приватне життя» «Private Lives»         | Сенфорд Букстевер    | Доріс Еган                                           | 8 березня 2010    | 12,815                              | 13             |
| 126 (6-16)    | «Чорна діра» «Black Hole»                | Грег Яітанес         | Лауренс Кеплоу                                       | 15 березня 2010   | 11,367                              | 11             |
| 127 (6-17)    | «Під вартою» «Lockdown»                  | Г'ю Лорі             | Рассел Френд, Гарет Лернер, Пітер Блек і Елі Етті    | 12 квітня 2010    | 10,799                              | 17             |
| 128 (6-18)    | «Падіння лицаря» «Knight Fall»           | Хуан Хосе Кампанелья | Джон Сі. Келлі                                       | 19 квітня 2010    | 10,815                              | 14             |
| 129 (6-19)    | «Відкрити і закрити» «Open and Shut»     | Грег Яітанес         | Ліз Фрідман і Сара Гесс                              | 26 квітня 2010    | 10,855                              | 14             |
| 130 (6-20)    | «Вибір» «The Choice»                     | Хуан Хосе Кампанелья | Девід Хоселтон                                       | 3 травня 2010     | 9.982                               | 22             |
| 131 (6-21)    | «Багаж» «Baggage»                        | Девід Страйтон       | Доріс Еган і Девід Фостер                            | 10 травня 2010    | 9.477                               | Буде оголошено |
| 132 (6-22)    | «Допоможи мені» «Help Me»                | Грег Яітанес         | Пітер Блек, Рассел Френд і Гарет Лернер              | 17 травня 2010    | 11.064                              | 17             |

### Сезон 7 (2010–2011)
| №   | #  | Назва                                              | Режисер(и)             | Сценарист(и)                          | Перегляд американцями (у мільйонах) | Рейтинг        | Вийшла в США      |
| --- | -- | -------------------------------------------------- | ---------------------- | ------------------------------------- | ----------------------------------- | -------------- | ----------------- |
| 133 | 1  | «І що тепер?» «Now What?»                          | Грег Яйтаніс           | Доріс Іган                            | 10.54                               | N/A            | 20 вересня 2010   |
| 134 | 2  | «Егоїзм» «Selfish»                                 | Ден Аттіас             | Елі Атті                              | 10.18                               | N/A            | 27 вересня 2010   |
| 135 | 3  | «Ненаписане» «Unwritten»                           | Грег Яйтаніс           | Джон С. Келлі                         | 10.78                               | 25             | 4 жовтня 2010     |
| 136 | 4  | «Масаж» «Massage Therapy»                          | Девід Стрейтон         | Пітер Блейк                           | 9.69                                | N/A            | 11 жовтня 2010    |
| 137 | 5  | «Незаплановане батьківство» «Unplanned Parenthood» | Грег Яйтаніс           | Девід Фостер                          | 9.65                                | N/A            | 18 жовтня 2010    |
| 138 | 6  | «Велика політика» «Office Politics»                | Сенфорд Букстейвер     | Сет Гоффман                           | 9.63                                | N/A            | 8 листопада 2010  |
| 139 | 7  | «Пошесть на нашого Хауса» «A Pox on Our House»     | Такер Гейтс            | Ловренс Кеплов                        | 10.77                               | 23             | 15 листопада 2010 |
| 140 | 8  | «Маленькі жертви» «Small Sacrifices»               | Грег Яйтаніс           | Девід Госельтон                       | 9.24                                | 19             | 22 листопада 2010 |
| 141 | 9  | «Більше ніж життя» «Larger Than Life»              | англ. Miguel Sapochnik | Сара Гесс                             | 10.52                               | 21             | 17 січня 2011     |
| 142 | 10 | «Від батога до пряника» «Carrot or Stick»          | Девід Стрейтон         | Ліз Фредман                           | 10.45                               | 10             | 24 січня 2011     |
| 143 | 11 | «Сімейна практика» «Family Practice»               | англ. Miguel Sapochnik | Пітер Блейк                           | 12.33                               | 13             | 7 лютого 2011     |
| 144 | 12 | «Запам'ятай» «You Must Remember This»              | Девід Плетт            | англ. Katherine Lingenfelter          | 9.86                                | 24             | 14 лютого 2011    |
| 145 | 13 | «Дві історії» «Two Stories»                        | англ. Greg Yaitanes    | англ. Thomas L. Moran                 | 10.41                               | 22             | 21 лютого 2011    |
| 146 | 14 | «Доказ кризи» «Recession Proof»                    | англ. S. J. Clarkson   | англ. John C. Kelley                  | 11.01                               | 16             | 28 лютого 2011    |
| 147 | 15 | «Бомби» «Bombshells»                               | англ. Greg Yaitanes    | англ. Liz Friedman & Sara Hess        | 11.08                               | 13             | 7 березня 2011    |
| 148 | 16 | «Без парашуту» «Out of the Chute»                  | Sanford Bookstaver     | Lawrence Kaplow & Thomas L. Moran     | 10.41                               | 14             | 14 березня 2011   |
| 149 | 17 | «Пропащий» «Fall From Grace»                       | Такер Гейтс            | Джон Сі Келлі                         | 9.49                                | Буде оголошено | 21 березня 2011   |
| 150 | 18 | «Помийка» «Dig»                                    | Мет Шекмен             | Девід Ґосельтон, Сара Ґесс            | 8.93                                | Буде оголошено | 18 квітня 2011    |
| 151 | 19 | «Остання спокуса» «Last Temptation»                | Тім Саусґем            | Девід Фостер, Ліз Фрідмен             | 8.80                                | Буде оголошено | 25 квітня 2011    |
| 152 | 20 | «Зміни» «Changes»                                  | Девід Стрейтон         | Елі Атті                              | 8.57                                | Буде оголошено | 2 травня 2011     |
| 153 | 21 | «Зцілення» «The Fix»                               | Грег Яйтанець          | Томас Моран, Девід Шор                | 7.94                                | Буде оголошено | 9 травня 2011     |
| 154 | 22 | «Проти ночі» «After Hours»                         | Мігель Сапочнік        | Сет Ґофман, Расел Френд, Гарет Лернер | 8.92                                | Буде оголошено | 16 травня 2011    |
| 155 | 23 | «Жити далі» «Moving On»                            | Грег Яйтанець          | Кет Лінгенфелтер, Пітер Блейк         | 9.11                                | Буде оголошено | 23 травня 2011    |

### Сезон 8 (2011–2012)
| №   | #  | Назва                                        | Режисер(и)        | Сценарист(и)                                          | Перегляд американцями (у мільйонах) | Рейтинг | Вийшла в США                                          |
| --- | -- | -------------------------------------------- | ----------------- | ----------------------------------------------------- | ----------------------------------- | ------- | ----------------------------------------------------- |
| 156 | 1  | «Двадцять пігулок вікодину» «Twenty Vicodin» | Грег Яітанес      | Пітер Блейк                                           | 9.78                                | N/A     | 3 жовтня 2011                                         |
| 157 | 2  | «Трансплантат» «Transplant»                  | Ден Аттіас        | Девід Фостер та Ліз Фрідман                           | 6.85                                | N/A     | 10 жовтня 2011                                        |
| 158 | 3  | «Благочинна справа» «Charity Case»           | Грег Яітанес      | Сара Гесс                                             | 8.34                                | N/A     | 17 жовтня 2011                                        |
| 159 | 4  | «Ризикована справа» «Risky Business»         | Сенфорд Букстевер | Сет Гоффман                                           | 6.65                                | N/A     | 31 жовтня 2011                                        |
| 160 | 5  | «Зізнання» «The Confession»                  | Кейт Вудз         | Джон С. Келлі                                         | 7.55                                | N/A     | 7 листопада 2011                                      |
| 161 | 6  | «Батьки» «Parents»                           | Грег Яітанес      | Елі Етті                                              | 6.63                                | N/A     | 14 листопада 2011                                     |
| 162 | 7  | «Мертвий і похований» «Dead & Burried»       | Мігель Сапокнік   | Девід Хоселтон                                        | 7.46                                | N/A     | 21 листопада 2011                                     |
| 163 | 8  | «Ризики параної» «Perils of Paranoia»        | Девід Стрейтон    | Томас Л. Моран                                        | 7.41                                | N/A     | 28 листопада 2011                                     |
| 164 | 9  | «Найкраща половина» «Better Half»            | Грег Яітанес      | Кейт Лінгенфельтер                                    | 8.76                                | N/A     | 23 січня 2012                                         |
| 165 | 10 | «Утікачі» «Runaways»                         | Сенфорд Букстевер | Маркі Джексон                                         | 8.73                                | N/A     | 30 січня 2012                                         |
| 166 | 11 | «Ніхто не винен» «Nobody's Fault»            | Грег Яітанес      | Девід Фостер, Рассел Френд та Гаррет Лернер           | 7.09                                | N/A     | 6 лютого 2012                                         |
| 167 | 12 | «Чейз» «Chase»                               | Метт Шакман       | Пітер Блейк та Елі Етті                               | 7.16                                | N/A     | 13 лютого 2012                                        |
| 168 | 13 | «Хазяїн у домі» «Man of the House»           | Колін Баксі       | Сара Гесс та Ліз Фрідман                              | 7.08                                | N/A     | 20 лютого 2012                                        |
| 169 | 14 | «Любов зла» «Love is Blind»                  | Тім Саутем        | Джон С. Келлі                                         | 5.94                                | N/A     | 27 лютого 2012 (світ) 19 березня 2012 (Телеканал Fox) |
| 170 | 15 | «Стукач» «Blowing the Whistle»               | Джуліан Хіггінс   | Сюжет: Денні Вейс Сценарій: Денні Вейс та Сет Гоффман | 6.67                                | N/A     | 2 квітня 2012                                         |
| 171 | 16 | «Слабо» «Gut Check»                          | Мігель Сапокнік   | Дженні Конвей та Девід Хоселтон                       | 6.01                                | N/A     | 9 квітня 2012                                         |
| 172 | 17 | «Нам потрібні яйця» «We Need the Eggs»       | Девід Стрейтон    | Пітер Блейк та Сара Гесс                              | 5.61                                | N/A     | 16 квітня 2012                                        |
| 173 | 18 | «Тіло й душа» «Body & Soul»                  | Стефан Шварц      | Дастін Педдок                                         | 5.49                                | N/A     | 23 квітня 2012                                        |
| 174 | 19 | «Слово на букву Р» «The C-Word»              | Г'ю Лорі          | Джон С. Келлі та Маркі Джексон                        | 6.45                                | N/A     | 30 квітня 2012                                        |
| 175 | 20 | «Розтин покаже» «Post Mortem»                | Пітер Веллер      | Девід Хоселтон та Кейт Лінгенфелтер                   | 6.09                                | N/A     | 7 травня 2012                                         |
| 176 | 21 | «Триматися» «Holding On»                     | Мігель Сапокнік   | Рассел Френд, Гаррет Лернер та Девід Фостер           | 6.45                                | N/A     | 14 травня 2012                                        |
| 177 | 22 | «Усі помирають» «Everybody Dies»             | Девід Шор         | Девід Шор, Пітер Блейк та Елі Етті                    | 8.72                                | N/A     | 21 травня 2012                                        |